# Bang Dae-Du
Bang Dae-Du (Gyeongsan, Corea del Sur, 14 de octubre de 1954) es un deportista surcoreano retirado especialista en lucha grecorromana donde llegó a ser medallista de bronce olímpico en Los Ángeles 1984.

## Carrera deportiva
En los Juegos Olímpicos de 1984 celebrados en Los Ángeles ganó la medalla de bronce en lucha grecorromana de pesos de hasta 52 kg, tras el luchador japonés Atsuji Miyahara (oro) y el mexicano Daniel Aceves (plata).